# Arthur Guyton
Arthur Clifton Guyton (8. září 1919 Oxford, Mississippi, USA – 3. dubna 2003 tamtéž) byl americký fyziolog.

## Životopis
Narodil se v rodině doktora Billy S. Guytona, vysoce respektovaného očního, ušního, nosního a krčního specialisty, který se později stal děkanem na univerzitě v Mississippi a Kate Smallwood Guytonové, učitelky matematiky a fyziky, která před svatbou působila jako misionářka v Číně.
Guyton's textbook of medical physiology – učebnice lékařské fyziologie je zavedený pojem na lékařských fakultách. Devátá a další edice byly již editovány ve spolupráci s Johnem E. Hallem, ale všechny předchozí vydání byli napsány pouze Guytonem samotným, s tím, že osmé vydání vyšlo v roce 1991. Na rozdíl od ostatních učebnic, které mívají často 10–20 spoluautorů, je toto absolutně unikátní skutečnost na poli všech fyziologických a medicínských publikací. Další edice, včetně poslední si Guytonův odkaz ponechávají v názvu: Guyton and Hall: Textbook of medical physiology.
Guyton je nejslavnější pro své experimenty z 50. let, kdy zkoumal fyziologii srdečního výdeje a jeho vztah k cirkulaci. (Kapitola 23 v Guyton's textbook of medical physiology a kapitola 20 v Guyton and Hall: Textbook of medical physiology.)
Byla to právě tato práce, která překopala tradiční názor, že srdce samo je regulátorem srdečního výdeje. Guyton dokázal, že ne srdce, ale potřeba kyslíku(metabolická aktivita) jednotlivých tkání je rozhodujícím regulačním faktorem srdečního výdeje. Guytonovi křivky, které popisují vztah mezi tlakem v pravé síni a srdečním výdejem dnes tvoří základ pro pochopení fyziologie cirkulace. Všechny Guytonovi učebnice obsahují odkazy na tyto experimenty.
Doktor Guyton původně zamýšlel stát se kardiochirurgem, ale byl částečně paralyzován obrnou v posledním roce studia medicíny v roce 1946. Ochrnul na pravou nohu, levou ruku a obě ramena. Poté strávil devět měsíců v sanatoriu Warm Springs v Georgii, kde se zotavoval a zaměstnával svou inovativní mysl budováním prvního motorizovaného vozíčku ovládaného joy-stickem, motorizovaného zvedáku pro manipulaci s pacienty a dalších zařízení na podporu handicapovaných. Jeho nekrolog dokládá, že svému postižení nepodlehl.
 Měl schopnost inspirovat lidi svým nezlomným duchem. Jeho odvaha navzdory nepřízni osudu nás zahanbovala. Nikdy důsledkům obrny nepodlehl. Je velice nepravděpodobné, že by kdy práh jeho domu překročil opravář, možná s výjimkou společenské návštěvy. On a jeho děti, nejen že postavili celý dům sami, ale také opravili všechna nefunkční zařízení, nehledě na obtížnost nebo fyzickou náročnost takové práce. Guyton si postavil speciální jeřáb, s kterým se spouštěl do díry pod domem, aby zde opravil pec a septik, když se těm, kteří ho dost neznali zdálo, že jediná možnost bude zavolat opraváře. Na cestách do zahraničí přecházel pěšky dlouhé letištní terminály, ačkoliv použití vozíku by bylo mnohem snazší. Bylo dojemné sledovat jeho obtíže se vstáváním ze židle když šel učit na pódium, ale publikum bylo vždy ještě více ohromeno, když energicky přednášel své brilantní koncepty. 
Když se nemohl stát chirurgem, zaměřil se na fyziologický výzkum a učení a brzy se stal přednostou ústavu fyziologie a biofyziky na univerzitě Mississippi. Do důchodu šel v roce 1989, ale zůstal na tomto ústavu emeritním profesorem až do své smrti při autonehodě v roce 2003. Navzdory svému postižení byl otcem deseti dětí, které se všechny staly uznávanými doktory, v jejichž řadách najdeme profesora oftalmologie, profesora chirurgie, profesora medicíny, kardiochirurga, rheumatologa, dva anesteziology a dva ortopedy. 8 z jeho dětí studovalo medicínu na Harvardu.
Poznámka: Odkazy na Guytonův životopis pocházejí zejména z Physiologist Magazine, a z vzpomínek Johna E. Halla vydaných v předmluvě k 11. vydání jeho knihy. Oba tyto zdroje se vzájemně překrývají, někdy doslovně, jindy ne.